# Josef Hlobil
Josef Hlobil (15. února 1899 Tučapy – 26. ledna 1943 Věznice Plötzensee) byl československý legionář, lékař a odbojář z období druhé světové války popravený nacisty.

## Život
Josef Hlobil se narodil 15. února 1899 v Tučapech, dnes místní části Holešova. V první světové válce sloužil v rakousko-uherské armádě u pevnostního dělostřelectva na italské frontě. V srpnu 1917 padl do zajetí a už měsíc poté podal přihlášku do československých legií v Itálii, kam byl přijat v dubnu 1918. Po skončení války a návratu do Československa studoval na Lékařské fakultě Masarykovy univerzity. Po promoci působil od roku 1925 v nemocnici v Prostějově a po tragické dopravní nehodě dvou kolegů se v roce 1928 se stal obvodním a železničním lékařem ve Veselí nad Moravou. Tamtéž později působil jako předseda Československé obce legionářské. Po německé okupaci v březnu 1939 vstoupil do protinacistického odboje. Stal se vedoucím legionářské skupiny Obrany národa a z tohoto postu pomáhal organizovat útěky významných osobností přes Slovensko dále do zahraničí. Spolupodílel se na 200-400 osob, např. Ladislava Karla Feierabenda nebo Antonína Hasala. Sám převážel zbraně z bojkovické zbrojovky do Chřibů. Za svou činnost byl 24. července 1940 zatčen gestapem, v říjnu 1942 byl odsouzen k trestu smrti a 26. ledna 1943 popraven gilotinou v berlínské věznici Plötzensee.

## Rodina
Josef Hlobil se oženil s Marií Honovou. Manželům se narodila dcera Naďa a syn Zdeněk (* 1933), rovněž lékař a odborník na tuberkulózu.

## Posmrtná ocenění
- Josefu Hlobilovi byl in memoriam udělen Československý válečný kříž 1939
- V roce 1947 byla Josefu Hlobilovi ve Veselí nad Moravou odhalena pamětní deska[4]